# Jakub Rajnglas
Jakub Rajnglas, także Jakub-Wolf Rejnglas (Rajnglas), Jakub Rejnglas, Jakov Reinglas, Jacob Reinglass (ur. 14 marca 1904 w Łodzi) – polski aktor żydowskiego pochodzenia, który zasłynął głównie z ról w przedwojennych żydowskich filmach i sztukach teatralnych w języku jidysz.
Pochodził z Łodzi.
W okresie międzywojennym występował w Krakowie w zespole Idy Kamińskiej; przez badaczy jest nazywany znakomitym aktorem. Chwalony przez recenzentów, m.in. za rolę Dziadka w komedii Madame Lohengrin (1932).
Razem ze swoją żoną Zisl Gorlitską występował za granicą; w 1938 wrócili do Polski. W okresie II wojny światowej przebywał na terenie Związku Sowieckiego.
Po II wojnie światowej wrócił do Polski. Wszedł w skład zespołu teatralnego „Sziraim”, utworzonego w 1945 roku. Po kilku tygodniach wyjechał z Polski do Linzu, gdzie mieszkał i występował w żydowskich teatrach w obozach dla ocalonych.
W 1948 wyjechał z żoną i synem do Kanady. Zamieszkał w Toronto, gdzie występował m.in. w programach lokalnej telewizji.

## Filmografia
- 1937: Błazen purymowy